# الحقل (خولان)

تعديل مصدري - تعديل

الحقل هي إحدى قرى عزلة بني شداد بمديرية خولان التابعة لمحافظة صنعاء، بلغ تعداد سكانها 192 نسمة حسب تعداد اليمن لعام 2004.